# Vrbová hradba
Vrbová hradba (čínsky 柳條邊) byl několik set kilometrů dlouhý mohutný příkop osázený vrbami, vybudovaný mandžuskou dynastií Čching na konci 17. století ke snazší kontrole případných čínských přistěhovalců do severního Mandžuska.

## Význam a důsledky
Po dobytí Číny se Mandžuové snažili zachovat si svou vlastní identitu. Jedním z kroků, který k dosažení tohoto cíle zvolili, bylo uzavření severního Mandžuska čínským přistěhovalcům z jižního Mandžuska a Vlastní Číny. Severní Mandžusko bylo spravováno ryze mandžuskou vojenskou vládou a bylo vyhrazeno jako loviště pro Mandžuy. Hranice, za kterou se Číňané nesměli stěhovat, byla vyznačena právě Vrbovou hradbou.
Omezení pro čínské stěhování padlo až ke konci vlády dynastie Čching. Proto zůstalo severní Mandžusko až hluboko do 18. století řídce osídlenou zemí a lákalo k obsazení Ruskou říši i Japonsko.